# Liste des lacs du Nouveau-Brunswick
Voici une liste des lacs du Nouveau-Brunswick. Elle contient tous les lacs de plus d'un kilomètre carré de superficie ou ayant une grande importance.
- Haut – A
- B
- C
- D
- E
- F
- G
- H
- I
- J
- K
- L
- M
- N
- O
- P
- Q
- R
- S
- T
- U
- V
- W
- X
- Y
- Z

## A
- Loch Alva
- Lac Antinouri

## B
- Lac Baker
- Lac Bolton
- Lac Bonaparte
- Lac du Bras Est

## C
- Réservoir Canoose
- Lac Chamcook
- Cinquième Lac
- Lac Clark
- Lac Cranberry
- Lac Crocker
- Lac Crystal

## D
- Lac Digdeguash
- Lac Disapointment

## E
- Lac East Brook
- Premier lac Eel
- Deuxième lac Eel

## F
- Lac Foster

## G
- Lac George (dans le comté de Queens)[1]
- Lac George (dans le comté d'York)
- Lac Glazier
- Lac Goose
- Lac du Goulet
- Grand Lac (dans le comté de Gloucester)
- Grand Lac (dans le comté de Northumberland)
- Grand Lac (dans le comté de Queens)
- Grand Lac (dans le comté de York)

## I
- Lac Inkerman

## K
- Lac Kers
- Lac Kilburn

## L
- Lac La Coote
- Loch Lomond
- Lac Long
- Long lac Est
- Long lac Ouest
- Lac Loon
- Lac Ludgate

## M
- Lac Magaguadavic
- Petit lac Magaguadavic
- Lac Maquapit
- Lac McDougall
- Lac Mill
- Lac Modsley
- Lac Musquash

## N
- Lac Nigadoo
- Lac North

## O
- Lac Oromocto
- Lac Oromocto Sud
- Lac Otnabog

## P
- Lac Palfrey
- Premier Lac

## R
- Lac de la rivière Bass
- Lac Rocky

## S
- Lac Serpentine
- Lac Seven Miles
- Lac Sherwood
- Lac Shogomoc
- Réservoir Sisson Branch
- Sixième Lac
- Lac Skiff
- Lac Spednic
- Lac Strange

## T
- Lac Teagues
- Petit lac Tomoowa
- Lac Trousers

## U
- Un Lac
- Lac Utopia
- Lac Upsalquitch

## V
- Lac Victoria

## W
- Lac Washademaoak
- Lac Wauklahegan
- Lac Wheaton
- Lac Williamstown